# 제14회 아카데미상
제14회 아카데미상은 1942년 2월 26일에 열린 시상식이다. LA 빌트모어 호텔에서 개최되었으며 사회자는 봅 호프이다.

## 후보 및 수상

### 작품상
- 나의 계곡은 푸르렀다 - 대릴 F. 자눅 수상
- 애정은 강물처럼 - 어빙 어쉬너
- 시민 케인 - 오슨 웰즈
- 천국의 사도 조단 - 에버렛 리스킨
- 작은 여우들 - 사무엘 골드윈
- 말타의 매 - 할 B. 윌리스
- 요크 상사 - 제스 L. 라스키
- 서스픽션 - 알프레드 히치콕

### 남우주연상
- 요크 상사 - 게리 쿠퍼 수상
- 시민 케인 - 오슨 웰즈
- All That Money Can Buy - 월터 휴스턴
- 천국의 사도 조단 - 로버트 몽고메리
- 페니 세러네이드 - 캐리 그랜트

### 여우주연상
- 서스픽션 - 조안 폰테인 수상
- 볼 오브 파이어 - 바바라 스탠윅
- 애정은 강물처럼 - 그리어 가슨
- 홀드 백 더 돈 - 올리비아 드 하빌랜드
- 작은 여우들 - 베티 데이비스

### 남우조연상
- 나의 계곡은 푸르렀다 - 도널드 크리스프 수상
- 말타의 매 - 시드니 그린스트리트
- 천국의 사도 조단 - 제임스 글리슨
- 데블 앤 미스 존스 - 찰스 코번
- 요크 상사 - 월터 브레넌

### 여우조연상
- 대단한 거짓말 - 매리 애스터 수상
- 작은 여우들 - 패트리샤 콜린지
- 나의 계곡은 푸르렀다 - 사라 올굿
- 작은 여우들 - 테레사 라이트
- 요크 상사 - 마가렛 위컬리

### 감독상
- 나의 계곡은 푸르렀다 - 존 포드 수상
- 시민 케인 - 오슨 웰즈
- 천국의 사도 조단 - 알렉산더 홀
- 작은 여우들 - 윌리엄 와일러
- 요크 상사 - 하워드 혹스

### 각본상
- 시민 케인 - 허먼 J. 맨키비츠 수상

### 각색상
- 천국의 사도 조단 - 시드니 버크먼 수상

### 촬영상
- 혈과 사 - 어니스트 파머 수상
- 나의 계곡은 푸르렀다 - 아서 C. 밀러 수상

### 편집상
- 요크 상사 - 윌리엄 홈즈 수상

### 미술상
- 애정은 강물처럼 - 세드릭 기븐스 수상
- 나의 계곡은 푸르렀다 - 리처드 데이 수상

### 원작상
- 천국의 사도 조단 - 해리 세걸 수상

### 음악상
- 덤보 - 프랭크 처칠 수상
- 악마와 다니엘 웹스터 - 버나드 허만 수상

### 주제가상
- 레이디 비 굿 - 제롬 컨 수상

### 음향믹싱상
- 해밀턴 부인 - 잭 휘트니 수상

### 특수효과상
- 아이 원티드 윙스 - 파시어트 에더아트 수상

### 장편다큐멘터리상
- Churchill's Island 수상

### 공로상
- 월트 디즈니 수상
- William E. Garity 수상
- J.N.A. Hawkins 수상
- Leopold Stokowski 수상
- Rey Scott 수상

### 어빙 탤버그 상
- 월트 디즈니 수상